# A Ship Comes In
A Ship Comes In – amerykański film z 1928 roku w reżyserii Williama K. Howarda.

## Obsada
- Louise Dresser
- Fritz Feld

## Nominacje
| Nazwa nagrody | Wygrane            | Nominacje                                             |
| ------------- | ------------------ | ----------------------------------------------------- |
| Oscar         | 1929 bez rezultatu | 1929 Najlepsza aktorka pierwszoplanowa Louise Dresser |